# Escudo pontificio
El escudo pontificio fue una moneda de curso legal de los Estados pontificios, mantuvo su vigencia desde el siglo XVI hasta 1866, cuando el papa Pío IX realizó una reforma monetaria para adaptar la unidad del entonces estado de la Ciudad del Vaticano a las condiciones de pesos, diámetros y unidades marcadas por la desaparecida Unión monetaria latina y a su vez, a las del recién unificado Reino de Italia.

## Historia

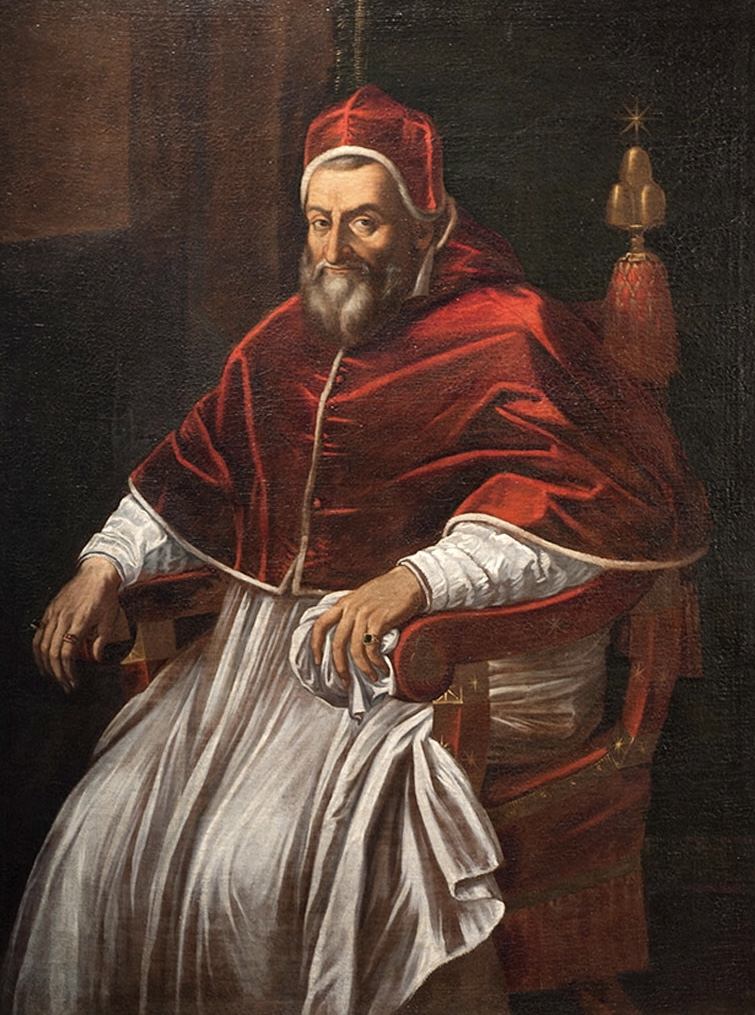
Retrato del papa Sixto V (1585-1590)

El primer escudo de plata papal fue mandado acuñar por Sixto V en el cuarto año de su pontificado, allá por 1588, las cecas encargadas de llevar a cabo ese primer encargo fueron las de Ancona, Montalvo y Roma. Desde esa fecha, esta unidad monetaria se fue acuñando bajo el nombre de los diferentes papas que reinaron sobre los Estados Pontificios sin interrupción hasta la implantación de la Lira pontificia en 1866 con un cambio de 5375 liras por escudo. 
Durante todo este tiempo, el escudo pontificio vio alterada su definición nominal en dos momentos diferentes de su existencia, el primero de ellos entre 1798 y 1799, debido a la proclamación de la I República Romana auspiciada por la invasión francesa de aquel periodo, y el segundo, por la expulsión temporal del papa Pío IX por tropas unionistas italianas en 1849 y la desaparición de los Estados papales como entidad gobernada por el papa como monarca absoluto.

## Monedas

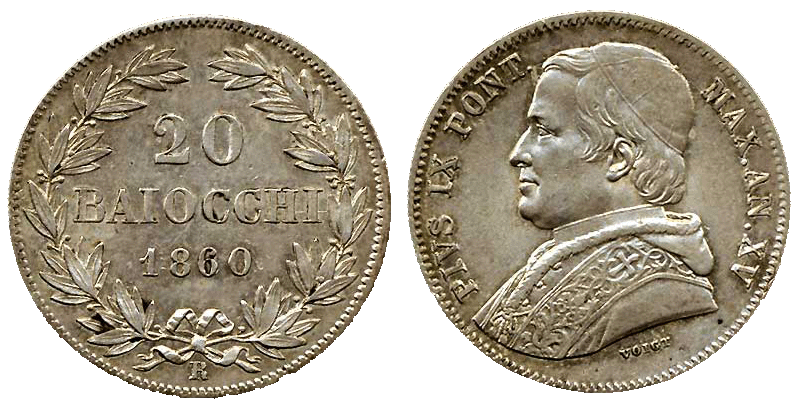
Moneda 20 baiocchi, Pío IX

Hasta la regulación monetaria del papa Gregorio XVI en 1835, circularon monedas de diferentes aleaciones y denominaciones con equivalencias entre ellas que fueron variando a lo largo del tiempo. Esto cambió a partir de 1835, cuando Gregorio XVI decidió acuñar monedas solo con las denominaciones de quattrino, baiocchi y escudos.  El primer cono monetario de este periodo estuvo comprendido por monedas de cobre de 1 quattrino, ½ y 1 baiocco, de plata de 5, 10, 20, 30 e 50 baiocchi y 1 escudo, y de oro de 2½, 5 e 10 escudos.
Tras la II República Romana (que acuña valores diferentes), vuelto a San Pedro el papa Pío IX, se añaden al sistema dos nuevas monedas de cobre de 2 y 5 baiocchi, mientras que desaparece la moneda de 30 baiocchi y es acuñada por primera vez una versión en oro de la moneda de 1 escudo.
En el cuadro que aparece a continuación se especifican las características técnicas de las últimas monedas de curso legal que fueron acuñadas antes de la reforma monetaria de 1866:
| Denominación         | Metal | Ley (ml) | Peso (g) | Ø (mm) | Canto    | Cecas |
| -------------------- | ----- | -------- | -------- | ------ | -------- | ----- |
| 10 escudos           | Oro   | 0,900    | 17,34    | 28,00  | Estriado | R     |
| 5 escudos            | Oro   | 0,900    | 8,67     | 18,00  | Estriado | R / B |
| 2½ escudos           | Oro   | 0,900    | 4,33     | 19,00  | Estriado | R / B |
| 1 escudo             | Oro   | 0,900    | 1,73     | 14,50  | Estriado | R / B |
| 1 escudo             | Plata | 0,900    | 26,90    | 38,00  | Estriado | R / B |
| 50 baiocchi          | Plata | 0,900    | 13,45    | 32,00  | Estriado | R / B |
| 20 baiocchi          | Plata | 0,900    | 5,38     | 23,00  | Estriado | R / B |
| 10 baiocchi          | Plata | 0,900    | 2,67     | 21,00  | Estriado | R / B |
| 5 baiocchi           | Plata | 0,900    | 1,33     | 17,00  | Estriado | R / B |
| 5 baiocchi           | Cobre | 0,950    | 40,00    | 40,00  | Liso     | R / B |
| 2 baiocchi           | Cobre | 0,950    | 20,00    | 35,00  | Liso     | R / B |
| 1 baiocco            | Cobre | 0,950    | 10,00    | 30,00  | Liso     | R / B |
| ½ baiocco            | Cobre | 0,950    | 5,00     | 23,50  | Liso     | R / B |
| 1 quattrino          | Cobre | 0,950    | 2,00     | 18,00  | Liso     | R / B |
| B = Bolonia R = Roma |       |          |          |        |          |       |

- Datos: Q1403484
- Multimedia: Roman scudo / Q1403484